# Переселення

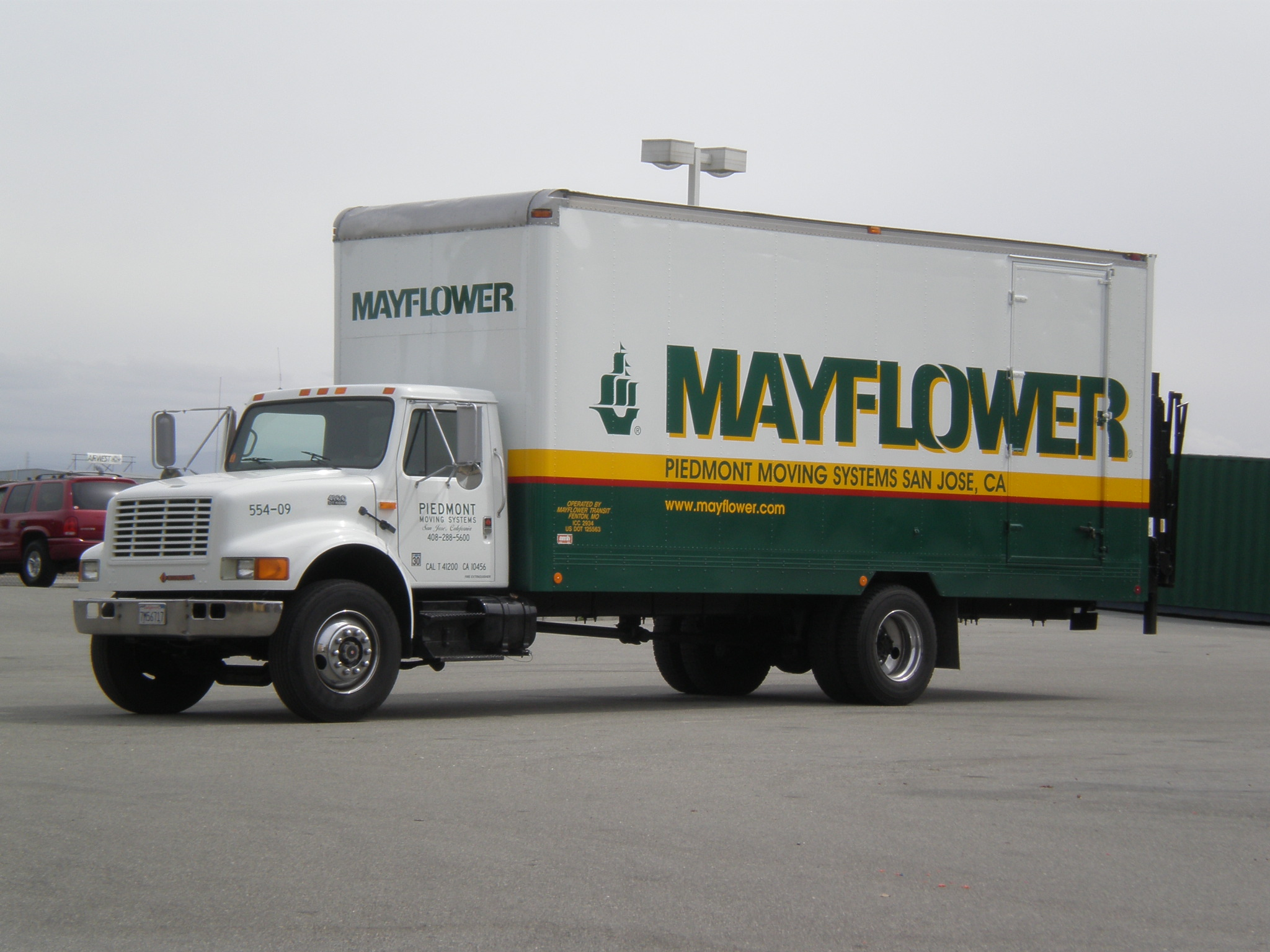
Вантажівка для переселення

Пересе́лення — зміна, добровільна або примусова, постійного житла чи місця проживання. Переселення може здійснюватися як і на невеликі відстані — у місцевість неподалік старого житла, так і в нову країну (еміграція). Особа, що переселяється називається переселенцем або пересельцем.
Згідно з соціологічними дослідженнями, переселення часто важко сприймаються дітьми і вимагають тривалого часу для адаптації.